# Cykarzew Północny
Cykarzew Północny – wieś w Polsce położona w województwie śląskim, w powiecie częstochowskim, w gminie Mykanów.
W latach 1975–1998 miejscowość administracyjnie należała do województwa częstochowskiego.
| SIMC    | Nazwa                    | Rodzaj     |
| ------- | ------------------------ | ---------- |
| 1001585 | Brzoza                   | część wsi  |
| 0989258 | Cykarzew Północny-Stacja | część wsi  |
| 1001668 | Niwa                     | przysiółek |
| 1001728 | Pustkowie                | przysiółek |